# Glob (programmering)
Inom programmering används globmönster för att specificera uppsättningar av filnamn med hjälp av jokertecken. Till exempel flyttar Bash-skalkommandot mv *.txt textfiles/ alla filer vars namn slutar på .txt från aktuell katalog till katalogen textfiles. I detta fall är * ett jokertecken som står för "alla teckensekvenser" och *.txt är ett globmönster. Ett annat vanligt jokertecken är frågetecknet (?) som står för ett enda tecken. Till exempel kommer mv ?.txt shorttextfiles/ att flytta alla filer där filnamnet består av ett enda tecken följt av .txt från aktuell katalog till katalogen shorttextfiles, medan ??.txt skulle matcha alla filer vars filnamn består av 2 tecken följt av .txt.
Förutom att matcha filnamn används glob också i stor utsträckning för att matcha godtyckliga textsekvenser. För detta ändamål är fnmatch ett vanligt gränssnitt.

## Syntax
De mest vanliga jokertecknen är *, ?, och […].
| Jokertecken | Beskrivning                                                                            | Exempel     | Matchar                                | Matchar inte                   |
| ----------- | -------------------------------------------------------------------------------------- | ----------- | -------------------------------------- | ------------------------------ |
| *           | matchar valfritt antal tecken inklusive inga tecken alls                               | Law*        | Law, Laws eller Lawyer                 | GrokLaw, La eller aw           |
| *           | matchar valfritt antal tecken inklusive inga tecken alls                               | *Law*       | Law, GrokLaw eller Lawyer .            | La eller aw                    |
| ?           | matchar alla enskilda tecken                                                           | ?at         | Cat, cat, Bat eller bat                | at                             |
| [abc]       | matchar ett av de tecken som anges inom klamrarna                                      | [CB]at      | Cat eller Bat                          | cat, bat eller CBat            |
| [a-z]       | matchar ett av de tecken från det (språkberoende) intervallet som anges inom klamrarna | Letter[0-9] | Letter0, Letter1, Letter2 till Letter9 | Letters, Letter eller Letter10 |

Vanligtvis kommer sökvägstecknet (/ för Linux/Unix, MacOS, etc. eller \ för Windows) aldrig att matchas. Vissa skal, exempelvis Bash, har funktionalitet som låter användare kringgå detta.